# Bad Blood (Taylor Swift)
Bad Blood è una canzone della cantante statunitense Taylor Swift dal quinto album in studio 1989.
Un remix con beat hip-hop e tastiere, con strofe cantate dal rapper statunitense Kendrick Lamar e prodotto da Ilya è stato rilasciato il 17 maggio 2015 come quarto estratto da 1989.

## Descrizione
(Dal bridge di Bad Blood.)
Swift ha dichiarato in un'intervista che la canzone è basata su una storia vera, incentrata su una personalità femminile, la cui identità è riservata, che ha cercato di sabotare alcuni suoi concerti assumendo persone che avevano lavorato per lei.
Molte riviste importanti quali Billboard, Rolling Stone, Time e il Washington Post hanno ipotizzato che la protagonista del brano fosse la cantante Katy Perry, acerrima nemica della cantante.
La versione del brano inclusa nell'album vede Taylor Swift eseguire interamente la canzone, mentre la versione singolo contiene strofe diverse eseguite dal rapper Kendrick Lamar.

## Successo commerciale
Bad Blood ha trascorso per la prima volta nella Billboard Hot 100 due settimane a novembre 2014 e gennaio 2015, raggiungendo la 78ª posizione.
Dopo la première del video musicale ai Billboard Music Awards 2015, la versione remixata della canzone con Kendrick Lamar è entrata nella classifica alla 53ª posizione e alla 26ª nella Digital Songs, vendendo 47 000 copie digitali. La settimana seguente, la canzone ha raggiunto la vetta della Hot 100 vendendo 385 000 copie e saltando di 52 posizioni, uno dei più grandi salti al primo posto nella storia della classifica. È diventata il suo quarto singolo al numero uno e la terza numero uno proveniente da 1989 (seguendo Shake It Off e Blank Space), facendo diventare la Swift la prima artista dopo Adele a produrre tre numero da uno stesso album; oltre a diventare il suo quarto singolo consecutivo in top 10 dal suo album di provenienza. È diventato anche il suo diciottesimo singolo a raggiungere la top 10 e il secondo di Lamar (anche il suo primo singolo numero uno negli Stati Uniti). È sceso alla 2ª posizione la settimana dopo, spodestato da See You Again di Wiz Khalifa, che è rimasto per cinque settimane consecutive. Ha trascorso altre cinque settimane consecutive alla 4ª posizione prima di lasciare la top ten della classifica dopo tredici settimane consecutive. Entro la fine del 2015, la canzone aveva venduto 2 584 000 copie digitali in territorio americano, diventando il decimo singolo più venduto dell'anno. Al novembre 2017, la canzone aveva venduto 3,1 milioni di copie negli Stati Uniti.

## Video musicale
Il video musicale, diretto da Joseph Kahn (il quale aveva già diretto il video di Blank Space) è girato a Los Angeles, ha incluso le apparizioni di: Lily Aldridge, Martha Hunt, Mariska Hargitay, Zendaya, Hayley Williams, Ellen Pompeo, Gigi Hadid, Ellie Goulding, Hailee Steinfeld, Lena Dunham, Kendrick Lamar, Karlie Kloss, Serayah McNeill, Jessica Alba, Cara Delevingne, Cindy Crawford e Selena Gomez.
Nel giro di un giorno su YouTube ha totalizzato oltre 20 milioni di visualizzazioni, diventando così il video musicale della Vevo più visto entro le 24 ore, record in seguito battuto da Hello di Adele.
Il video è stato presentato il 17 maggio 2015 ai Billboard Music Award 2015 ed ha superato il miliardo di visualizzazioni su Vevo entro dicembre 2016
Il 21 luglio 2015 sono state annunciate le nomination agli MTV Video Music Awards 2015 e il video ne ha totalizzate otto nelle categorie: Video dell'anno, miglior collaborazione, miglior regia, miglior fotografia, miglior montaggio, miglior scenografia, migliori effetti speciali e canzone dell'estate. Il 30 agosto 2015 il video si è aggiudicato due premi nelle categorie video dell'anno e miglior collaborazione, quest'ultimo condiviso con Kendrick Lamar. Nel 2016 vince il Grammy come miglior video musicale.
Il video inizia con Catastrophe (Taylor Swift) e Arsyn (Selena Gomez) che stanno combattendo contro un gruppo di uomini in giacca e cravatta in un ufficio a Londra. Quando tutti gli uomini sono sconfitti, Arsyn decide di tradire Catastrophe calciandola fuori dalla finestra. La canzone inizia con Catastrophe, che canta su una macchina rotta, dopo Welvin da Great (Kendrick Lamar) inizia a rappare i suoi versi. Catastrophe è guarita da The Trinity (Hailee Steinfeld) e inizia la formazione per la sua vendetta. Quando la formazione è completa, Catastrophe e le sue amiche compiono la loro vendetta su Arsyn e i suoi scagnozzi. Le due squadre si avvicinano l'un l'altra mentre una esplosione si spegne in fondo, cancellando la skyline di Londra; il video si conclude con le due donne che contemporaneamente si colpiscono l'un l'altra in faccia.
Nel video ci sono riferimenti ai film: Tron, Divergent, Hunger Games, Il quinto elemento e Kill Bill: Volume 1.

## Tracce
Digital download
1. Bad Blood (feat. Kendrick Lamar) – 3:19
2. Bad Blood (album version) – 3:31

## Classifiche

### Classifiche settimanali
| Classifica (2015-23) | Posizione massima |
| -------------------- | ----------------- |
| Australia            | 1                 |
| Austria              | 22                |
| Belgio (Fiandre)     | 26                |
| Belgio (Vallonia)    | 26                |
| Canada               | 1                 |
| Emirati Arabi Uniti  | 20                |
| Francia              | 14                |
| Germania             | 29                |
| Irlanda              | 8                 |
| Libano               | 4                 |
| Malaysia             | 19                |
| Nuova Zelanda        | 1                 |
| Portogallo           | 28                |
| Regno Unito          | 4                 |
| Stati Uniti          | 1                 |
| Svizzera             | 28                |
| Vietnam              | 54                |

### Classifiche di fine anno
| Classifica (2015) | Posizione |
| ----------------- | --------- |
| Australia         | 18        |
| Canada            | 11        |
| Regno Unito       | 88        |
| Stati Uniti       | 15        |

## Bad Blood (Taylor's Version)
In seguito alla controversia con la sua precedente casa discografica e la vendita dei master delle pubblicazioni precedenti al suo contratto con la Republic Records, Swift ha cominciato a ri-registrare tutta la sua discografia dal 2006 al 2019, includendo anche brani non inclusi in alcun album in studio. Ogni reincisione presenta la dicitura Taylor's Version nel titolo, per distinguerla dall'incisione originale e quindi dal master non di proprietà della cantautrice.
Il 27 ottobre 2023 Taylor Swift ha ripubblicato il brano sotto il nome Bad Blood (Taylor's Version), incluso nell'album 1989 (Taylor's Version).
Lo stesso giorno è stata resa disponibile a sorpresa anche la versione remix con la re-incisione da parte di Kendrick Lamar, inclusa nell'edizione deluxe di 1989 (Taylor's Version).